# Javari
Javari – rzeka na granicy Brazylii i Peru, prawy dopływ Amazonki. 
Długość rzeki wynosi 1000 km, powierzchnia dorzecza 91 000 km², a średni przepływ 4260 m³/s.